# Walstroom

Walstroom

Walstroom is een begrip waarmee wordt aangegeven dat een schip gebruikmaakt van een aansluiting op het elektriciteitsnet van de wal. Varende schepen gebruiken eigen generatoren om elektriciteit op te wekken, maar in de haven is het laten draaien van dieselmotoren onnodig milieubelastend. In de zeehavens gaat het daarbij voornamelijk om de uitstoot van CO2, NOx en PM10 fijnstof. Binnenschepen liggen vaker in de bewoonde wereld en daar is ook de geluidshinder van belang, het laten draaien van de eigen generatoren veroorzaakt vaak hinderlijke lage bromtonen.
In 2008 heeft in Nederland de Nationale Havenraad een richtlijn walstroom gepubliceerd. Het doel van de richtlijn is het bieden van uniformiteit aan de gebruikers van walstroom en het bevorderen van de kennisuitwisseling tussen de walstroomaanbieders (onder andere havens, kadebeheerders en vaarwegbeheerders). Deze richtlijn beschrijft de uitgangspunten en specificaties die een rol spelen bij het invoeren van walstroom voor binnenvaart. In deze richtlijn staat ook de beschrijving van de sleutel om de kasten te openen: een standaard dubbelbaard 5 sleutel. Tevens is er een Europese Norm vastgesteld voor walstroom: EN 15869-2:2009. De betalingssystemen worden zo veel mogelijk op elkaar afgestemd. Diverse havens hebben echter de tariefstelling voor walstroom opgenomen in de binnenhavengelden.
Havenbeheerders gaan in toenemende mate over tot het aanleggen van aansluitpunten voor utiliteitsvoorzieningen en verbieden daarna het gebruik van eigen generatoren. Rotterdam  realiseert op alle openbare ligplaatsen voor de binnenvaart tot 2012 meer dan 575  aansluitingen. Het Gemeentelijk Havenbedrijf Antwerpen heeft in de voorbije jaren al een aantal projecten opgezet. Er is walstroom ter beschikking gesteld van de binnenscheepvaart, de sleep- en baggerdiensten, de vlotkranen en het droogdokkencomplex, de pleziervaart en ook van de woonboten in het havengebied. In het Hansadok, kaai 242, werden in 2008 aansluitingen gemaakt voor zeeschepen. De Drechtsteden plaatsen in Dordrecht, Zwijndrecht, Alblasserdam, Papendrecht en Sliedrecht 38 walstroomkasten met 97 openbare aansluitingen. Ook de Provincie Zuid-Holland legt walstroom langs haar vaarwegen en havenbekkens aan.
Professionele binnenschippers zijn niet onverdeeld enthousiast. Er moet worden voldaan aan arbowetgeving (tilgrens). Het is voor schippers lastig met zware kabels over afgemeerde  schepen naar het eigen schip te slepen. Een nog groter probleem ontstaat als er een buurman tussenuit moet of bij vriezend weer.

## Techniek
Het gebruik van elektriciteit in een waterrijke omgeving zoals bij walstroom is niet geheel zonder problemen. Binnenschippers met aan boord oudere elektrische installaties klagen er over dat de aardlekschakelaar in de walaansluitkast vaak aanspringt, waardoor het schip plotseling zonder spanning zit. De oorzaak moet worden gezocht in de aarding van de aansluitingen en het sterpunt van de boordgeneratoren aan de scheepshuid.
In principe is de walaansluiting niet bedoeld voor het gebruik ten behoeve van de lading. Maar schepen, en dan vooral de koelschepen en schepen met koelcontainers, gebruiken tegenwoordig flinke hoeveelheden energie en kunnen de walstroom combineren met het boordnet. Voor het parallelschakelen van boordnet en lichtnet is het echter nodig om het eigen boordnet te synchroniseren met het lichtnet. Niet alle schepen beschikken al over deze voorziening en moeten dus, als ze voor walstroom kiezen, het boordnet eerst afschakelen.
Bij langdurig gebruik van walstroom moet er bij stalen schepen op gelet worden dat er geen galvanische corrosie optreedt. Om die te voorkomen mag de walaardeaansluiting niet met de huid van een schip verbonden zijn. De veiligste oplossing daarvoor is het gebruik van een scheidingstransformator. Een andere mogelijkheid is het gebruik van  dubbelgeïsoleerde apparatuur, herkenbaar aan het symbool van twee in elkaar geplaatste vierkantjes. 

## Openbare aansluitingen
Walstroom voor de binnenvaart en de recreatievaart wordt geleverd met:
- 3-fasen 400 volt bij maximaal 63 ampère en 50 hertz. Het schip wordt daarbij op de kast aangesloten met een rode vijfpolige CEE-stekker met beschermingsgraad IP44, geschikt voor 63 A.
- 3-fasen 400 volt bij maximaal 32 ampère en 50 hertz. Het schip wordt daarbij op de kast aangesloten met een vergelijkbare rode vijfpolige CEE-stekker, maar dan geschikt voor 32 ampère.
- 1-fase 230 volt bij maximaal 16 ampère en 50 hertz, vergelijkbaar met een groep van een huisinstallatie. Het schip wordt daarbij op de kast aangesloten met een blauwe driepolige CEE-stekker met beschermingsgraad IP44.

In alle uitvoeringen is op het schip een wandcontactdoos gemonteerd, waarin de pennen naar buiten steken of gebruikt het schip een kabelhaspel met een dergelijke contactstop. Het schip wordt aangesloten op een vrije wandcontactdoos.
Walstroomkasten zijn te herkennen aan het symbool van een horizontale stekker in een blauw vierkant, zoals is te zien op bovenstaande foto. Op deze manier kunnen schippers die gebruik maken van elektriciteit meteen zien waar ze kunnen aanmeren om van walstroom gebruik te kunnen maken, zodat voorkomen kan worden dat ze hun eigen generatoren moeten gebruiken om elektriciteit op te wekken als ze aan de kade liggen.

## Standaardisatie
Voor binnenschepen is dat Europees gestandaardiseerd in:
- NEN-EN 15869-1:2010 de Elektrische landaansluiting, driefasenstroom minder dan 32 A, 50 Hz – Deel 1: Algemene eisen
- NEN-EN 15869-2:2010 de Elektrische shore-verbinding, driefasenstroom op tot 32 A, 50 Hz – Deel 2: Aanlandige eenheid, veiligheidseisen
- NEN-EN 15869-3:2010 de Elektrische shore-verbinding, driefasenstroom op tot 32 A, 50 Hz – Deel 2: Eenheden aan boord, veiligheidseisen

Voor de recreatievaart in:
- HD 60364-7-709:2009 Elektrische laagspanningsinstallaties - Deel 7-709: Bepalingen voor bijzondere installaties en ruimten - Jachthavens en vergelijkbare terreinen
- HD 60364-7-709:2009/C1:2010 Elektrische laagspanningsinstallaties - Deel 7-709: Bepalingen voor bijzondere installaties en ruimten - Jachthavens en vergelijkbare terreinen
- IEC 60364-7-709:2007 Elektrische laagspanningsinstallaties - Deel 7-709: Bepalingen voor bijzondere installaties, ruimten en terreinen - Jachthavens en soortgelijke ruimten

## Betaling
De wandcontactdozen op walstroomkasten zijn meestal genummerd. Voor de openbare levering van walstroom moet per nummer worden betaald. Daarvoor kan een muntautomaat op de walstroomkast dienen, maar het is op steeds meer plaatsen ook mogelijk om via de mobiele telefoon, het internet of per creditcard te betalen. Voor de beroepsvaart wordt overwogen de betaling te koppelen aan de ECOCARD van het EPS (Ecocard Payment System), welke per 1 juli 2010 zal fungeren om de verwijderingsbijdrage voor beroepsmatig scheepsafval te betalen.

## Subsidies
De havens van Rotterdam, Amsterdam, Drechtsteden en de Provincie Zuid-Holland hebben Europese subsidie voor de aanleg van walstroom ontvangen en staan garant voor ruim 1.100 walstroomaansluitingen in 2012, de eerste belangrijke stap in een landelijk netwerk. Ook zijn er subsidiemogelijkheden voor de professionele schipper onder de VAMIL (Willekeurige Afschrijvingen Milieu Investeringen). Een geruim aantal jaren en ook in 2010 maakt de VAMIL subsidielijst melding van Subsidiemaatregel F 2211 Walstroomaansluiting aan boord van het schip

## Zeevaart
Doorgaans is voor zeevarende schepen walstroom alleen aan de orde als het schip het dok in gaat. Als hier voor de werkzaamheden een deel van de technische systemen aan boord uitgeschakeld moet worden, is het schip aangewezen op walstroom. Vaak wordt deze stroom geleverd door een generatorset die hiervoor apart wordt ingehuurd. Er is echter een discussie gaande om ook zeevarende schepen te verplichten om over te gaan op walstroom wanneer het schip in een haven ligt.